# Matt Hedges
Matthew James Hedges (* 1. April 1990 in Rochester, New York) ist ein US-amerikanischer Fußballspieler.
Der Abwehrspieler spielt seit 2022 für den Toronto FC in der Major League Soccer.

## Spielerkarriere

### Jugend und College
Hedges besuchte von 2008 bis 2010 die Butler University in Indianapolis, Indiana. Dort spielte er College Soccer für die College Mannschaft Butler Bulldogs. 2011 wechselte er an die University of North Carolina und spielte dort eine Saison lang für die North Carolina Tar Heels. Während seiner Zeit an der Butler University wurde er in die Auswahlmannschaft NSCAA All-America Second Team berufen. Außerdem erhielt er in seinen ersten beiden Jahren jeweils die Horizon League Defender of the Year Auszeichnung. In North Carolina wurde er zum ACC Defensive Player of the Year ernannt und in das NSCAA All-America First Team berufen.
Während seiner College-Zeit spielte er außerhalb der College-Saison 2010 und 2011 für das USL-Premier-Development-League-Franchise Reading United AC.

### FC Dallas
Hedges wurde in der MLS SuperDraft 2012 in der ersten Runde vom FC Dallas ausgewählt. Sein Debüt gab er am 5. April 2012 gegen New England Revolution.
Seit der Saison 2014 ist er Kapitän der Mannschaft und wurde 2016 als MLS Defender of the Year ausgezeichnet.

### Toronto FC
Im Dezember 2022 wechselte er innerhalb der MLS nach Kanada zum Toronto FC.

### Nationalmannschaft
Am 8. Februar 2015 gab er sein Debüt für die Fußballnationalmannschaft der Vereinigten Staaten in einem Freundschaftsspiel gegen Panama. Er war Teil des Kaders beim CONCACAF Gold Cup 2017, welchen die USA gewinnen konnte.